# Carposina solutella
Carposina solutella là một loài bướm đêm thuộc họ Carposinidae. Nó là loài đặc hữu của Oahu và Hawaii.
Ấu trùng ăn các loài Hedyotis.